# 李學永
李學永（：／ Lee Hak-young，1952年4月12日—），大韓民國自由派政治人物，現任大韓民國國會副議長、第19至22屆國會議員。2020年6月15日起擔任國會产业通商资源中小风险企业委員會委员长。